# Olympische Sommerspiele 1984/Teilnehmer (Jordanien)
| Gelbes Symbol für Goldmedaillen mit stilisierten Olympischen Ringen | Graues Symbol für Silbermedaillen mit stilisierten Olympischen Ringen | Braundes Symbol für Bronzemedaillen mit stilisierten Olympischen Ringen |
| ------------------------------------------------------------------- | --------------------------------------------------------------------- | ----------------------------------------------------------------------- |
| —                                                                   | —                                                                     | —                                                                       |

Jordanien nahm an den Olympischen Sommerspielen 1984 in Los Angeles, USA, mit einer Delegation von 13 Sportlern (zwölf Männer und eine Frau) teil.

## Teilnehmer nach Sportarten

### Fechten
- Ayman Jumean
Florett, Einzel: 58. Platz

### Leichtathletik
- Mouteb al-Faouri
800 Meter: Vorläufe
1500 Meter: Vorläufe

- Basil Kilani
5000 Meter: Vorläufe
10.000 Meter: Vorläufe

- Ismael Mahmoud Ghassab
Marathon: 64. Platz

- Amjad Tawalbeh
20 Kilometer Gehen: 38. Platz

- Raida Abdallah Bader
Frauen, 3000 Meter: Vorläufe

### Schießen
- Mohamed Jbour
Kleinkaliber, Dreistellungskampf: 36. Platz

- Hussam Abdul Rahman
Kleinkaliber, Dreistellungskampf: 47. Platz

- Ali Hamed al-Awasa
Kleinkaliber, liegend: 52. Platz

- Mohamed al-Shushe
Kleinkaliber, liegend: 61. Platz

- Ayser al-Hyari
Trap: 60. Platz

- Irfan Adelbi
Trap: 65. Platz

- Khayri Amar
Skeet: 49. Platz